# غلوفر موريل ألين
غلوفر موريل ألين (بالإنجليزية: Glover Morrill Allen)‏ هو عالم حيوان أمريكي من مواليد 8 فبراير عام 1879 وتُوفي في 14 فبراير عام1942.
وُلد غلوفر في والبول بنيو هامبشاير وهو ابن القس ناثانيال غلوفر ألين وهاريت آن شولر ألن، ودرس في جامعة هارفارد. وبينما كان لا يزال طالبًا، نشر ألين قائمة بطيور هامبشاير. وبعد تخرجه، حاضر في علم الحيوان في جامعة هارفارد وشغل منصب أمين متحف الثدييات في متحف علم الحيوان المقارن.
سافر غلوفر إلى العديد من الدول كأمريكا الوسطى والجنوبية، وإلى غرب أفريقيا، والنيل، والكونغو البلجيكية، وأستراليا كعضو في بعثة هارفارد الأسترالية لستة أشخاص (1931-1932) إلى جانب تلميذه رالف نيكولسون إليس.
وتشمل منشوراته:
- الخفافيش: علم الأحياء والسلوك والفلكلور
- قائمة مرجعية للثدييات الأفريقية
- وثدييات الصين ومنغوليا.

انتُخب زميلُا في الأكاديمية الأمريكية للفنون والعلوم في عام 1915. كما كان رئيس الجمعية الأمريكية لعلماء الثدييات من عام 1927 حتى عام 1929.

## روابط خارجية
- Animal Figures in the Maya Codices – glance.matia.gr
- مؤلفات Glover Morrill Allen في مشروع غوتنبرغ.
- أعمال أو نبذة عن غلوفر موريل ألين على أرشيف الإنترنت.